# (34061) 2000 OC48
2000 OC48 (asteroide 34061) é um asteroide da cintura principal. Possui uma excentricidade de 0.05138390 e uma inclinação de 8.39597º.
Este asteroide foi descoberto no dia 31 de julho de 2000 por LINEAR em Socorro.